# Dhritarašta
Dhritarašta (Dhritarāshtra) kitajsko Či Gvo je sanskrtski izraz, ki pomeni tisti, ki ima svoje kraljestvo trdno v rokah.
Pri budistih je Dhritarašta eden od štirih devaradž in obenem svetovni varuh vzhoda in gospodar muzikaličnih gandharv.   Igra na lutnjo, katere zven zbistri misli ljudi. Barva njegovega telesa je bela. 